# Pronomopsis talabrensis
Pronomopsis talabrensis är en tvåvingeart som beskrevs av Artigas 1964. Pronomopsis talabrensis ingår i släktet Pronomopsis och familjen rovflugor. Inga underarter finns listade i Catalogue of Life.